# سوکولنیک (بلغارستان)
سوکولنیک (به بلغاری: Sokolnik) یک منطقهٔ مسکونی در بلغارستان است که در شهرستان دوبریچکا واقع شده‌است.
 سوکولنیک   ۲۸۲ متر بالاتر از سطح دریا واقع شده‌است.